# Fritz Hildebrandt (Maler, 1819)
Fritz Hildebrandt (* 12. Februar 1819 in Danzig; † 18. Dezember 1885 in Rom) war ein deutscher Marinemaler.

## Leben
Vor 1840 war Hildebrandt als Seemann tätig und erhielt eine Ausbildung zum Stubenmaler in Danzig. 1840 wurde er Stubenmaler in St. Petersburg, wo er am kaiserlichen Winterpalais arbeitete. Er studierte 1841 im Privatatelier von Wilhelm Krause in Berlin und nahm 1842 an der Berliner Akademie-Ausstellung teil. 1843 führte ihn eine Studienreise nach Dänemark, Schweden, Norwegen und Paris, anschließend kehrte er nach Berlin zurück. 
1844–1855 war er Schüler von Eugène Isabey. 1846 unternahm er eine Reise durch Südfrankreich, Spanien und Italien, in den Jahren 1846, 1848 und 1850 nahm Hildebrandt am Pariser Salon teil. Er reiste 1847 mit seinem Bruder, dem Maler Eduard Hildebrandt, nach Großbritannien und Irland.

## Werke

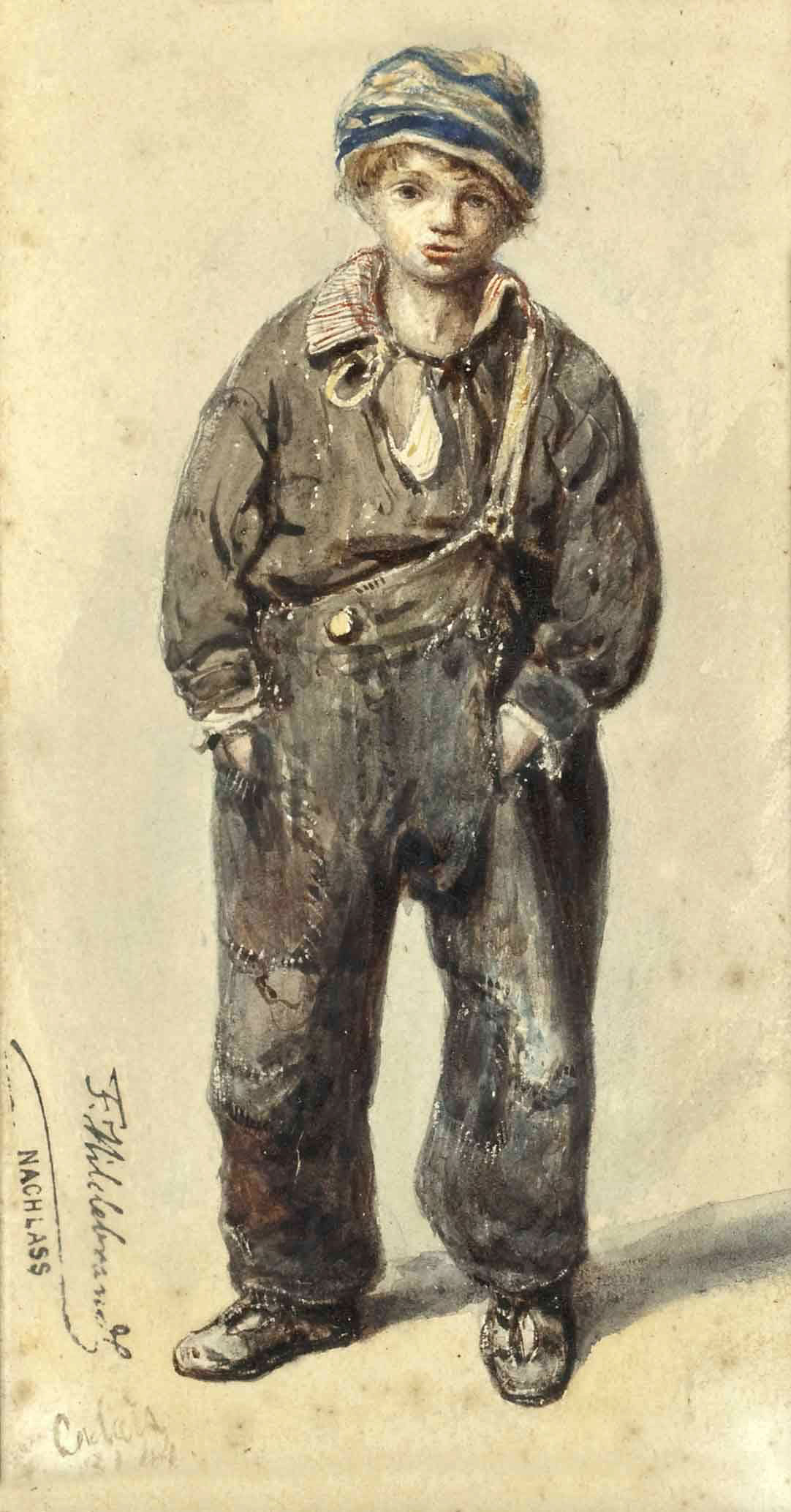
Junger Matrose (1844)
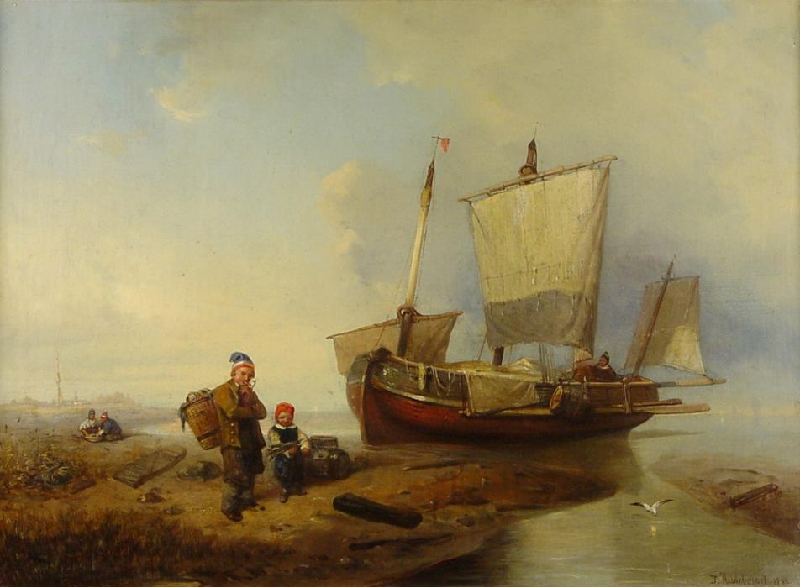
An der Ostseeküste
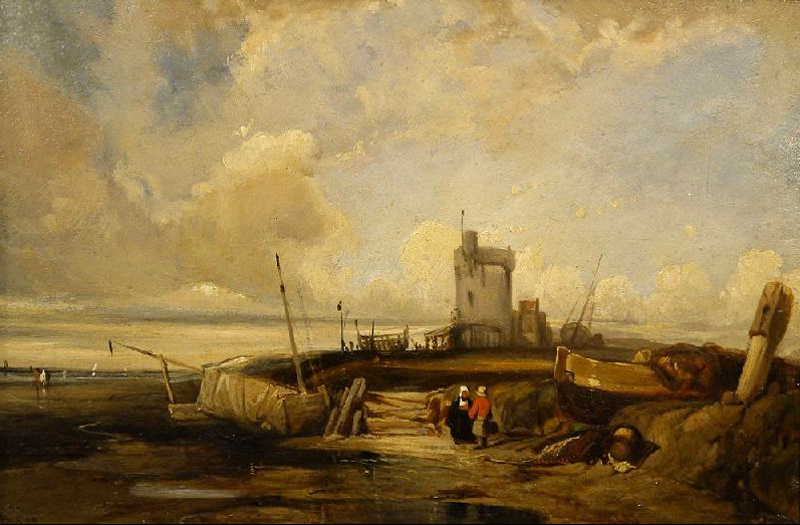
Ebbe – Alter Landungssteg (1844)

- Fisherman’s Daughter. 1844, Verbleib unbekannt.[2]
- Kinder am Wasser spielend. 1844, Öl/Lw, 22 × 31 cm (ehem. Schloss Babelsberg, Neues Palais), Verbleib unbekannt; evtl. identisch mit: Strand mit Figuren, Verbleib unbekannt (BAA 1844, Nr. 391)[3]
- Marine, Strand bei Havre. Verbleib unbekannt (BAA 1844, Nr. 390)
- Kleine Marine. um 1845, Verbleib unbekannt (Kat. Königsberg 2005, S. 125 (S. 14), Nr. 133)
- Fischerfamilie. um 1845, Verbleib unbekannt (ebd., Nr. 134)